# 10288 Saville
A 10288 Saville (ideiglenes jelöléssel 1983 WN) a Naprendszer kisbolygóövében található aszteroida. Edward L. G. Bowell fedezte fel 1983. november 28-án.